# Communauté de communes du canton de Navarrenx
La communauté de communes du canton de Navarrenx est une ancienne communauté de communes française, située dans le département des Pyrénées-Atlantiques et la région Nouvelle-Aquitaine.

## Historique
Elle fusionne avec deux autres communautés de communes pour former la communauté de communes du Béarn des Gaves au 1er janvier 2017.

## Composition
La communauté de communes regroupait 19 communes :
| Nom                     | Code Insee | Gentilé                          | Superficie (km2) | Population (dernière pop. légale) | Densité (hab./km2) |
| ----------------------- | ---------- | -------------------------------- | ---------------- | --------------------------------- | ------------------ |
| Navarrenx (siège)       | 64416      | Navarrais                        | 6,21             | 1 047 (2014)                      | 169                |
| Angous                  | 64025      | Angousien                        | 6,22             | 107 (2014)                        | 17                 |
| Araujuzon               | 64032      | Araujuzonais                     | 6,92             | 220 (2014)                        | 32                 |
| Araux                   | 64033      | Aragnais                         | 5,40             | 139 (2014)                        | 26                 |
| Audaux                  | 64075      | Audauxois                        | 7,33             | 172 (2014)                        | 23                 |
| Bastanès                | 64099      | Bastanésiens                     | 5,26             | 100 (2014)                        | 19                 |
| Bugnein                 | 64149      | Bugneinnois                      | 11,36            | 213 (2014)                        | 19                 |
| Castetnau-Camblong      | 64178      | Castetnangeois ou Castetnaugeois | 11,37            | 445 (2014)                        | 39                 |
| Charre                  | 64186      | Charrois                         | 11,41            | 204 (2014)                        | 18                 |
| Dognen                  | 64201      | Dognénois                        | 6,79             | 211 (2014)                        | 31                 |
| Gurs                    | 64253      | Gursois                          | 10,96            | 436 (2014)                        | 40                 |
| Jasses                  | 64281      | Jassois                          | 5,22             | 135 (2014)                        | 26                 |
| Lay-Lamidou             | 64326      | Layais                           | 5,47             | 130 (2014)                        | 24                 |
| Méritein                | 64381      | Mériteinois                      | 6,90             | 293 (2014)                        | 42                 |
| Ogenne-Camptort         | 64420      | Ogennois et Camptoriens          | 11,81            | 244 (2014)                        | 21                 |
| Préchacq-Navarrenx      | 64459      | Préchacquais                     | 5,10             | 158 (2014)                        | 31                 |
| Sus                     | 64529      | Sussois                          | 11,50            | 383 (2014)                        | 33                 |
| Susmiou                 | 64530      | Susmiterains                     | 3,50             | 367 (2014)                        | 105                |
| Viellenave-de-Navarrenx | 64555      | Viellenavais-Navarreins          | 5,68             | 166 (2014)                        | 29                 |